# National Advisory Committee for Aeronautics
National Advisory Committee for Aeronautics (NACA) var forgængeren til dagens NASA. NACA var et føderalt agentur i USA som blev oprettet 3. marts 1915, og havde som formål at "tage sig af, promovering og institusionalisere" forskning som havde med flyvning at gøre. 1. oktober 1958 blev agenturet opløst, og alt personel og alle ejendele blev overført til National Aeronautics and Space Administration (NASA).